# کارولوو (شهرستان کنتژن)
کارولوو (به لهستانی:  Karolewo) یک روستا در لهستان است که در گمینا کنتژن واقع شده‌است. کارولوو  ۵۹۲ نفر جمعیت دارد.